# Francisco Evaristo Canziani
Francisco Evaristo Canziani (Curitiba, 26 de outubro de 1892 — 9 de julho de 1964) foi um engenheiro e político brasileiro.

## Vida
Filho de Eduardo Canziani e de Ana Martelli Canziani, diplomou-se em engenharia em Milão. Casou com Octicília Cabral Canziani, consórcio do qual nasceram Francisco João Cabral Canziani, Lucy Ana Canziani, Jorge Henríolas Cabral Canziani, Eduardo Solon Cabral Canziani e Índio Antônio Cabral Canziani.

## Carreira
Foi deputado à Assembleia Legislativa de Santa Catarina na 3ª legislatura (1955 — 1959) e na 4ª legislatura (1959 — 1963), eleito pela União Democrática Nacional (UDN).